# Filha do Mar
Filha do Mar é uma telenovela portuguesa da TVI, transmitida originalmente entre 3 de Setembro de 2001 e 12 de Abril de 2002. É da autoria de Manuel Arouca e Tomás Múrias.
Foi reposta no canal RTP África, em 2005; nas madrugadas da TVI, entre 23 de maio e 31 de julho de 2012, regressando ao mesmo horário nos anos de 2015 e 2018, sempre substituindo Olhos de Água; e na TVI Ficção entre 16 de outubro de 2012 e 31 de março de 2013.
No dia 18 de julho de 2024 foi disponibilizada na plataforma de streaming da TVI, TVI Player com os seus 166 episódios de produção, e pela primeira vez, os seus três finais alternativos ficaram disponíveis ao público. 

## Sinopse
Filha do Mar é uma história de amor e desencontro. Marta Barquinho (Dalila Carmo), recém formada em Medicina, vive com o seu pai, um pescador reformado, na Ilha do Faial, Açores.
Um dia, Marta apaixona-se por Salvador Silva Valadas (Marcantónio Del Carlo), um ribatejano que acabou o curso de Arquitectura e que, decide viajar para os Estados Unidos com dois amigos, num veleiro, passando pelos Açores, exactamente pelo Faial. Marta conhece Salvador quando esta é chamada para ir ao veleiro salvar um dos amigos de Salvador que, tinha entrado em coma alcoólico.
Vivem uma louca paixão, mas o veleiro acaba por zarpar, rumo ao seu destino final, os Estados Unidos. Quando regressa aos Açores, Marta está grávida de três meses. No cais, espera, em vão, Salvador. Um dos seus amigos diz-lhe que Salvador morreu.
Passados dez anos e após a morte do seu pai, Marta diz a Maria Barquinho Valadas (Diana Marquês Guerra), a filha daquela paixão, que nada mais as liga aos Açores. É com grande emoção que Maria se despede daquele mar imenso, pois a mãe sempre lhe disse que ela era Filha do Mar.
Marta é colocada em Santarém como médica. E é precisamente aí que vive Salvador, com a sua mulher Sofia Moreira de Campos Valadas (Fernanda Serrano) e o filho Tomás de Campos Valadas (Luís Simões). Salvador é de uma família abastada, conservadora e, tradicional, que tem a maior herdade da região, a "Lusitana".
Maria vai para a mesma turma de Tomás e entre eles nasce, desde logo, uma grande amizade.
É assim que Marta vai acabar por saber que Salvador está vivo e que Maria e Tomás são meio irmãos. Tudo vai mudar nas vidas de Salvador e Marta.

## Elenco
- Dalila Carmo - Marta Barquinho (Protagonista)
- Marcantónio Del Carlo - Salvador Silva Valadas (Protagonista)
- Irene Cruz - Maria Augusta Silva Valadas (Antagonista)
- José Eduardo - José (Zé) "do Coice" (Protagonista)
- Fernanda Serrano - Sofia Moreira de Campos Valadas (Protagonista)
- Luís Alberto - António Valadas (Protagonista)
- Lurdes Norberto - Concha Valadas (Protagonista)
- José Neves - Guilherme Marques de Oliveira (Antagonista)
- Luís Aleluia - Carlos Jorge (Cajó) Costa Antunes / "Migalhas"
- Almeno Gonçalves - Tomé Vieira
- Hugo Sequeira - Manuel (Manel) "do Coice"
- Noémia Costa - Francisca (Chica) Nogueira
- Eurico Lopes - Leonel Espiga
- Natalina José - Arminda Costa
- Custódia Gallego - Dália Vieira
- José Meireles - António Augusto (Tuta) Gama
- Rogério Jacques - Eduardo Silva Valadas
- Ana Nave - Fernanda Matos
- Vera Kolodzig - Diana Nogueira
- Maya Booth - Ângela Duarte / Pachola
- Inês Castel-Branco - Mariana Santos
- Nuno Aramac - Bernardo
- Daniela Ruah - Constança Silva Valadas
- Gonçalo Neto - Samuel Vieira
- Sílvia Jorge - Joana
- Joana Silva - Ana Malhadas
- Isabel Guerreiro - Mena
- Fernando Ferrão - Bago de Milho
- António Évora - Joaquim «dos Fósforos»
- João Arouca - Cândido
- Carlos Rodrigues (†) - Olegário Febras
- Rosa Villa - Gracinda
- Licínio França (†) - Evaristo
- Patrícia Castelo Branco - Inês
- Adérito Lopes - «Cortiço»
- Manuela Cassola (†) - Adelina
- Paulo Patrício - «Rouxinol»
- Sofia Espírito Santo - Carla

Participação Especial:
- Ruy de Carvalho - Vasco, o Profeta
- Maria José (†) - Palmira Vieira
- Carlos Santos (†) - Jorge Vieira
- José Martins - Augusto Barquinho

Elenco Infantil:
- Diana Marquês Guerra - Maria Barquinho Valadas
- Luís Simões - Tomás de Campos Valadas

Elenco Adicional:
- Carla Andrino - Sílvia Sousa
- Carla Lupi (†) - Fátima Abreu
- Élvio Camacho - Hugo
- Fernando Guerreiro - Américo
- Gonçalo Waddington - Vítor
- Inês Rosado - Cristina
- Isabel Simões - Professora de Dança
- Joana França - Lígia
- Joaquim Nicolau - Francisco
- Jorge Martins - tratador de cavalos
- Manuel Lourenço - Gonçalo Abreu
- Manuel Melo - campino (figuração)
- Manuela Moura Guedes - ela própria
- Maria da Paz - fadista (fadista que canta na tasca de Migalhas)
- Maria Simões - Antonieta
- Pedro Penim - Beto
- Sofia de Portugal - Mafalda Coimbra
- Teresa Chaves - Luísa
- Virgílio Castelo - Diogo Munhoz
- Vítor Emanuel - Afonso

## Banda Sonora
- "Que é De Ti" - Dina
- "Não Há" - João Pedro Pais
- "Filha Do Mar" - Raquel Marques
- "Lençóis De Vento" - Dina
- "Há Que Saber Lutar" - Pedro Bargado
- "Nossa Senhora Do Tejo" - José Cid
- "Talvez" - Paulo Ferreira
- "Ensina-me o Que o Tempo Não Ensinou" - Raquel Marques
- "Março Marçagão" - Paula Duque
- "Fandangueiro À Luz Da Lua" - José Cid
- "Ao Contrário Do Coração" - Teresa Frota

## Audiência
No seu primeiro episódio (emitido a 3 de setembro de 2001), Filha do Mar registou 20,2% de rating e 57,3% de share, sendo o resultado mais elevado de sempre de uma estreia de uma telenovela portuguesa até então. Filha do Mar alcançou uma audiência média de 17,2% e um share de 48,1%.